# Franz Ortner (Eisschnellläufer)
Franz Koloman Ortner (* 12. November 1905 in Wien; † 14. April 1973 in Korneuburg) war ein österreichischer Eisschnellläufer.

## Leben
Ortner, der für den Wiener Eislauf-Verein startete, wurde im Jahr 1927 Dritter bei der österreichischen Meisterschaft und lief bei den Olympischen Winterspielen 1936 in Garmisch-Partenkirchen auf den 27. Platz über 10.000 m. Nach dem Zweiten Weltkrieg errang er bei der österreichischen Meisterschaft den dritten Platz und 1949 den sechsten Platz.

## Persönliche Bestleistungen
| Disziplin | Zeit        | Datum             | Ort                    |
| --------- | ----------- | ----------------- | ---------------------- |
| 500 m     | 47,2 s      | 30. Dezember 1935 | Wien                   |
| 1000 m    | 1:41,3 min  | 24. Januar 1926   | Wien                   |
| 1500 m    | 2:31,2 min  | 1. Februar 1931   | Davos                  |
| 5000 m    | 8:59,3 min  | 12. Januar 1931   | Wien                   |
| 10.000 m  | 19:19,1 min | 6. Februar 1936   | Garmisch-Partenkirchen |